# Plutonowy
Plutonowy – stopień podoficerski. Niższym stopniem jest starszy kapral, a wyższym sierżant.
W  Wojsku Polskim wprowadzony w 1919 roku. Obecnie w Wojskach Lądowych podoficer w stopniu plutonowego pełni służbę na stanowiskach szczebla dowódcy drużyny, w specjalistycznych rodzajach wojsk (np. w wojskach łączności dowódcy radiostacji lub aparatowni, a w pododdziałach remontowych – dowódców obsług).
Plutonowemu w marynarce wojennej odpowiada bosmanmat.
W Siłach Zbrojnych PRL początkowo należał do grupy podoficerów młodszych, a do podoficerów starszych od 1967 roku.
Stopień plutonowego występuje również w Straży Granicznej, Służbie Więziennej, Służbie Ochrony Państwa oraz Agencji Bezpieczeństwa Wewnętrznego. Odpowiednikiem tego stopnia w Państwowej Straży Pożarnej jest Młodszy ogniomistrz.
W policji odpowiednikiem tego stopnia jest sierżant Policji.

## Oznaczenia
Oznaczeniem stopnia w Wojsku Polskim są cztery poziome belki w kolorze srebrnym na naramiennikach i otoku czapki. Do 1967 roku plutonowy nosił trzy belki.
W myśl Przepisu Ubioru Polowego Wojsk Polskich r. 1919 na naramiennikach kurtki i płaszcza z tasiemki wełnianej karmazynowej szerokości 0,5 cm naszyte w poprzek naramiennika przeciętnie w połowie jego długości trzy paski w odległości 1 cm jeden od drugiego.
Zgodnie z przepisami ubiorczymi żołnierzy Wojska Polskiego z 1972 roku plutonowy nosił na przodzie otoku czapki garnizonowej wykonane z taśmy dystynkcyjnej cztery paski długości 3 cm i szerokości 5 mm; odstęp między paskami wynosił 2 mm; na naramiennikach kurtek cztery paski szerokości 8 mm, podwinięte obydwoma końcami pod naramiennik (po 1 cm), pierwszy naszyty w odległości 2 cm od miejsca wszycia rękawa, a kolejne w odległości 4 mm w kierunku guzika naramiennika.
Przepisy ubiorcze żołnierzy Sił Zbrojnych w czasie pokoju z 1952 roku na naramiennikach kurtki, bluzy i płaszcza nakazywały plutonowemu nosić trzy paski w odstępach 4 mm z taśmy koloru matowosrebrnego szerokości 9 mm, z biegnącymi po obu stronach żyłkami koloru czerwonego w wojskach lądowych, a w wojskach lotniczych koloru chabrowego o szerokości 1 mm.